# Добромильская городская община
Добромильская городская общи́на (укр. Добромильська міська громада) — территориальная община в Самборском районе Львовской области Украины.
Административный центр — город Добромиль.
Население составляет 20 054 человека. Площадь — 299,3 км².

## Населённые пункты
В состав общины входит 1 город (Добромиль), 1 посёлок (Нижанковичи) и 35 сёл:
- Быбло
- Болозев
- Боневичи
- Боршевичи
- Великое
- Вилюничи
- Городиско
- Грабовница
- Грушатичи
- Губичи
- Дешичи
- Дроздовичи
- Зоротовичи
- Княжполь
- Комаровичи
- Конев
- Крапивник
- Мигово
- Миженец
- Нижняя Волчья
- Новое Мисто
- Пацковичи
- Передельница
- Подмостичи
- Поляна
- Посада-Новомистская
- Пятница
- Рожевое
- Саночаны
- Соляноватка
- Стороневичи
- Тернава
- Товарная
- Трушевичи
- Чижки